# Светлое (Краснозёрский район)
Све́тлое — село в Краснозёрском районе Новосибирской области. Административный центр Светловского сельсовета.

## География
Площадь села — 92 гектара.

## Население
| 2002 | 2007 | 2010 |
| ---- | ---- | ---- |
| 638  | ↗655 | ↘483 |

## Инфраструктура
В селе по данным на 2007 год функционируют 2 учреждения здравоохранения и 1 учреждение образования.